# Paradrymonia lacera
Paradrymonia lacera là một loài thực vật thuộc họ Gesneriaceae đặc hữu của Ecuador. Môi trường sống tự nhiên của chúng là vùng núi ẩm nhiệt đới hoặc cận nhiệt đới. Mặc dù có thể đã tuyệt chủng trong tự nhiên, loài này vẫn được nuôi trồng.